# Miner (Missouri)
Miner is een plaats (city) in de Amerikaanse staat Missouri, en valt bestuurlijk gezien onder Mississippi County en Scott County.

## Demografie
Bij de volkstelling in 2000 werd het aantal inwoners vastgesteld op 1056.
In 2006 is het aantal inwoners door het United States Census Bureau geschat op 1289, een stijging van 233 (22,1%).

## Geografie
Volgens het United States Census Bureau beslaat de plaats een oppervlakte van
10,6 km², geheel bestaande uit land.

## Plaatsen in de nabije omgeving
De onderstaande figuur toont nabijgelegen plaatsen in een straal van 16 km rond Miner.